# (6255) Kuma
(6255) Kuma est un astéroïde de la ceinture principale.

## Description
(6255) Kuma est un astéroïde de la ceinture principale. Il fut découvert le 5 décembre 1994 à Kuma Kogen par Akimasa Nakamura. Il présente une orbite caractérisée par un demi-grand axe de 2,74 UA, une excentricité de 0,03 et une inclinaison de 5,1° par rapport à l'écliptique.

## Compléments